# Dulcinea
A Dulcinea spanyol eredetű női név, a dulcia szóból való, jelentése: édes.

## Gyakorisága
Az 1990-es években szórványos név, a 2000-es években nem szerepel a 100 leggyakoribb női név között.

## Névnapok
- május 13.[2]
- augusztus 11.[2]

## Híres Dulcineák
- Dulcinea, kitalált személy Cervantes Don Quijote című regényében